# Analytischer Thomismus
Analytischer  Thomismus ist eine philosophische Richtung, welche den Ideenaustausch  zwischen dem Denken des Thomas von Aquin (eingeschlossen der Philosophie, die sich auf ihn bezieht, genannt 'Thomismus') und der modernen Analytischen Philosophie befördert.
Der schottische Philosoph John Haldane prägte in den frühen 1990er Jahren als erster den Begriff und ist seitdem der führende Vertreter dieser Richtung. Nach Haldane, „analytical Thomism involves the bringing into mutual relationship of the styles and preoccupations of recent English-speaking philosophy and the ideas and concerns shared by St Thomas and his followers“ (beinhaltet analytischer Thomismus, die Stile und Beschäftigungen der gegenwärtigen englischsprachigen Philosophie und die Ideen und Anliegen des Hl. Thomas und seiner Nachfolger in eine wechselseitige Beziehung einzubringen, Haldane 2004, xii).

## Geschichte
Die moderne Wiederbelebung der Gedanken des Thomas kann auf das Werk von Thomisten wie Tommaso Maria Zigliara, Josef Kleutgen, Gaetano Sanseverino und Giovanni Maria Cornoldi in der Mitte des 19. Jahrhunderts zurückgeführt werden. Diese Bewegung erhielt einen enormen Aufschwung durch die Enzyklika Aeterni Patris Papst Leos des XIII. von 1879. In der ersten Hälfte des zwanzigsten Jahrhunderts führten unter anderen Edouard Hugon, Réginald Garrigou-Lagrange, Étienne Gilson und Jacques Maritain Papst Leos Aufruf für eine thomistische Wiederbelebung weiter (Paterson & Pugh, xiii-xxiii). Besonders Gilson und Maritain forschten und lehrten in ganz Europa und Nordamerika und beeinflussten so eine ganze Generation englischsprachiger katholischer Philosophen. Einige von diesen begannen dann den Thomismus mit allgemeineren philosophischen Trends zu harmonisieren.
Zur gleichen Zeit nutzte in Polen der Krakauer Kreis Mathematische Logik um Aspekte des Thomismus auszudrücken, welcher, wie dieser Kreis urteilte, [have] "a structured body of propositions connected in meaning and subject matter, and linked by logical relations of compatibility and incompatibility, entailment, etc." (einen strukturierten Körper von Propositionen verbunden in Bedeutung und subjektivem Gehalt, welche verknüpft sind mit logischen Beziehungen, Vereinbarkeit und Unvereinbarkeit etc. [habe] Simons 2011, pp. 61–79). Vom Krakauer Kreis ist gesagt worden, er sei "the most significant expression of Catholic thought between the two World Wars" (der signifikanteste Ausdruck katholischen Denkens zwischen den beiden Weltkriegen gewesen. Kraków Philosophy, n. d.).

## Zur gegenwärtigen philosophischen Rezeption des Aquinaten
In der Mitte des 20. Jahrhunderts kam durch die Arbeiten von G. E. M. Anscombe, Peter Geach und Anthony Kenny thomasisches Gedankengut in Dialog mit der analytischen Tradition. Anscombe war Ludwig Wittgensteins Studentin gewesen und sein Nachfolger an der Universität Cambridge geworden und war mit Geach, selbst ein ausgebildeter Logiker und Religionsphilosoph, verheiratet. Geach war während seines Studiums in Oxford zum Katholizismus konvertiert, Anscombe während ihrer Jugend. Beide wurden in Oxford von dem Dominikaner Richard Kehoe in den Glauben eingeführt und in die Kirche aufgenommen, bevor sie einander kennen lernten. Kenny, ein ehemaliger Priester und früherer Katholik, wurde ein berühmter Philosoph an der Universität  Oxford und wird von manchen noch immer als Förder des Aquinaten dargestellt. (Paterson & Pugh, xiii-xxiii), obwohl die Ablehnung einiger fundamentalen Lehren des Thomas (z. B. die göttliche Ewigkeit) Zweifel daran heftet.
Anscombe und anderen, wie Alasdair MacIntyre, Philippa Foot und John Finnis kann in hohem Maße die Wiederbelebung der "Tugendethik" in der Metaethik und des "Naturrechts" in der Rechtswissenschaft angerechnet werden. Beide Bewegungen stützen sich signifikant auf Thomas.